# Le Bel Âge (film, 1960)
Pour les articles homonymes, voir Le Bel Âge.
Pour plus de détails, voir Fiche technique et Distribution.
Le Bel Âge est un film français réalisé par Pierre Kast et sorti en 1958.

## Synopsis
Des amis partent en forêt pour chasser. Tour à tour, ils racontent un épisode de leur passé et, à mesure, de nouveaux liens se créent.

## Fiche technique
- Titre : Le Bel Âge
- Réalisation : Pierre Kast, assisté de Noël Burch
- Scénario : Jacques Doniol-Valcroze et Pierre Kast, d'après la nouvelle d'Alberto Moravia : Un vieil imbécile
- Photographie : Ghislain Cloquet et Sacha Vierny
- Cadreur : Pierre Lhomme
- Montage : Yannick Bellon
- Son : Michel Fano
- Musique : Georges Delerue et Alain Goraguer
- Photographe de plateau : Jean Schmidt
- Producteur : Paul de Roubaix
- Directeurs de production : Georges Bouvier et Marcel Degliame
- Sociétés de Production : Films d'Aujourd'hui, Les Films du Centaure, Paris Overseas Films et Son et Lumière
- Distributeur : Columbia Pictures
- Tournage : du 10 septembre au 1er octobre 1958
- Pays d'origine :  France
- Format : noir et blanc - 35 mm - son mono
- Genre : comédie de mœurs
- Durée : 100 minutes (2700 mètres)
- Date de sortie : France - 10 février 1960[1]

## Distribution
- Loleh Bellon : Anne
- Marcello Pagliero : Steph
- Ursula Kübler : Ursula
- Boris Vian : Boris
- Françoise Prévost : Françoise
- Jacques Doniol-Valcroze : Jacques
- Françoise Brion : Carla
- Jean-Claude Brialy : Jean-Claude
- Giani Esposito : Claude
- Hubert Noël : Hubert
- Alexandra Stewart : Alexandra
- Anne Colette : Marie, la secrétaire
- Edith Scob : Edith, la deuxième secrétaire
- Virginie Vitry : Virginie
- Rolande Tisseyre : Rolande
- Barbara Aptekman : Barbara

À noter la présence de Susan Sontag comme figurante.

## Critiques
« Tout en dialogue et en mots d'esprit qu'illustrent des images très étudiées, le film serait incompréhensible sans le texte. Amusement d'intellectuels fondé sur des personnages inintéressants, ne remuant que des idées sur le thème de la séduction. »

— Répertoire Général des Films 1960, édition Penser-Vrai, 3e trimestre 1960

« Ce film qui prêche la liberté en amour devient, au-delà d'un badinage quelque peu maniéré, une « leçon de bonheur » et un conte de morale amoureuse. Une œuvre élégante et précieuse à la recherche d'une nouvelle définition de l'amour. »

— Claude Bouniq-Mercier, Guide des Films, éditions Robert Laffont, 1990